# Clayton Lopez
Clayton Lopez (Los Angeles, 6 maggio 1970) è un ex giocatore di football americano e allenatore di football americano statunitense della National Football League. Al college giocò a football alla Nevada University.

## Carriera come allenatore
Lopez iniziò la sua carriera come allenatore nella NFL nel 1999 con i Seattle Seahawks come assistente della difesa e controllo e qualità. Poi nel 2002 venne promosso come secondo assistente allenatore, fino al 2003.
Nel 2004  passò agli Oakland Raiders come allenatore dei defensive back e ben presto migliorò la difesa, passando dalla 30a alla 18a della NFL.
Nel 2006 passò ai Detroit Lions come allenatore dei defensive back, poi nell'ultimo anno venne promosso come secondo assistente allenatore.
Nel 2009 firmò con i St. Louis Rams come allenatore dei defensive back e dei cornerback fino al 2011.
Il 14 febbraio 2012 ritornò per la 2a volta ai Raiders ancora come allenatore dei defensive back, fino al 2013.